# Christfried Burmeister
Christfried Burmeister, född 26 maj 1898 i Tallinn och död 12 juli 1965 i Bradford, var en estnisk hastighetsåkare på skridskor. Han deltog i olympiska spelen i Sankt Moritz 1928.